# Lisina 2-monoossigenasi
La lisina 2-monoossigenasi è un enzima appartenente alla classe delle ossidoreduttasi, che catalizza la seguente reazione:
L-lisina + O2 ⇄ 5-aminopentanammide + CO2 + H2O
L'enzima è una flavoproteina (FAD). Agisce anche su altri diaminoacidi.